# Ankonahalli, Dod Ballapur
Ankonahalli là một làng thuộc tehsil Dod Ballapur, huyện Bangalore Rural, bang Karnataka, Ấn Độ.